# Caliphruria
Caliphruria là chi thực vật có hoa trong họ Amaryllidaceae.